# Dykes on Bikes

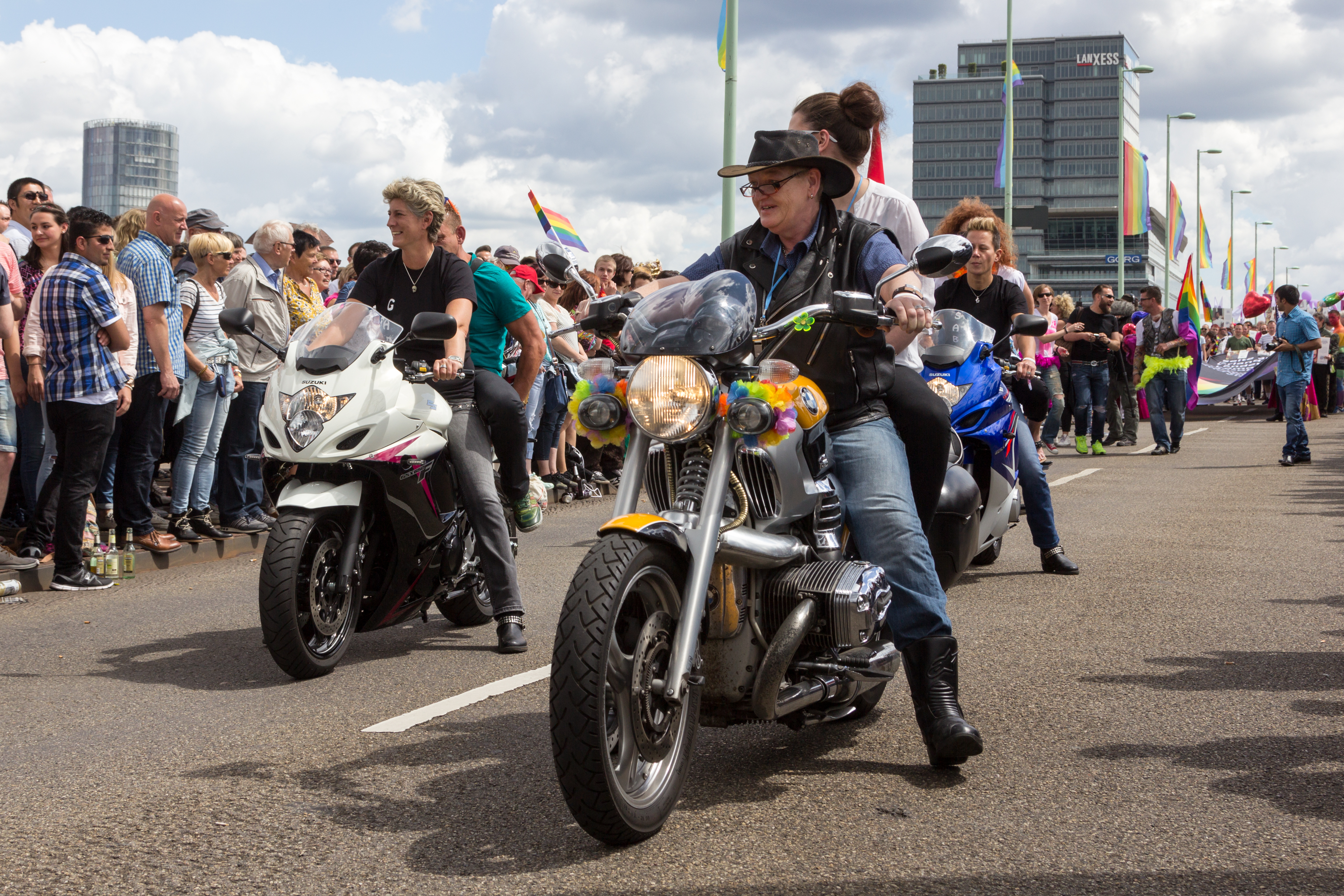
Cologne Pride im Jahr 2016

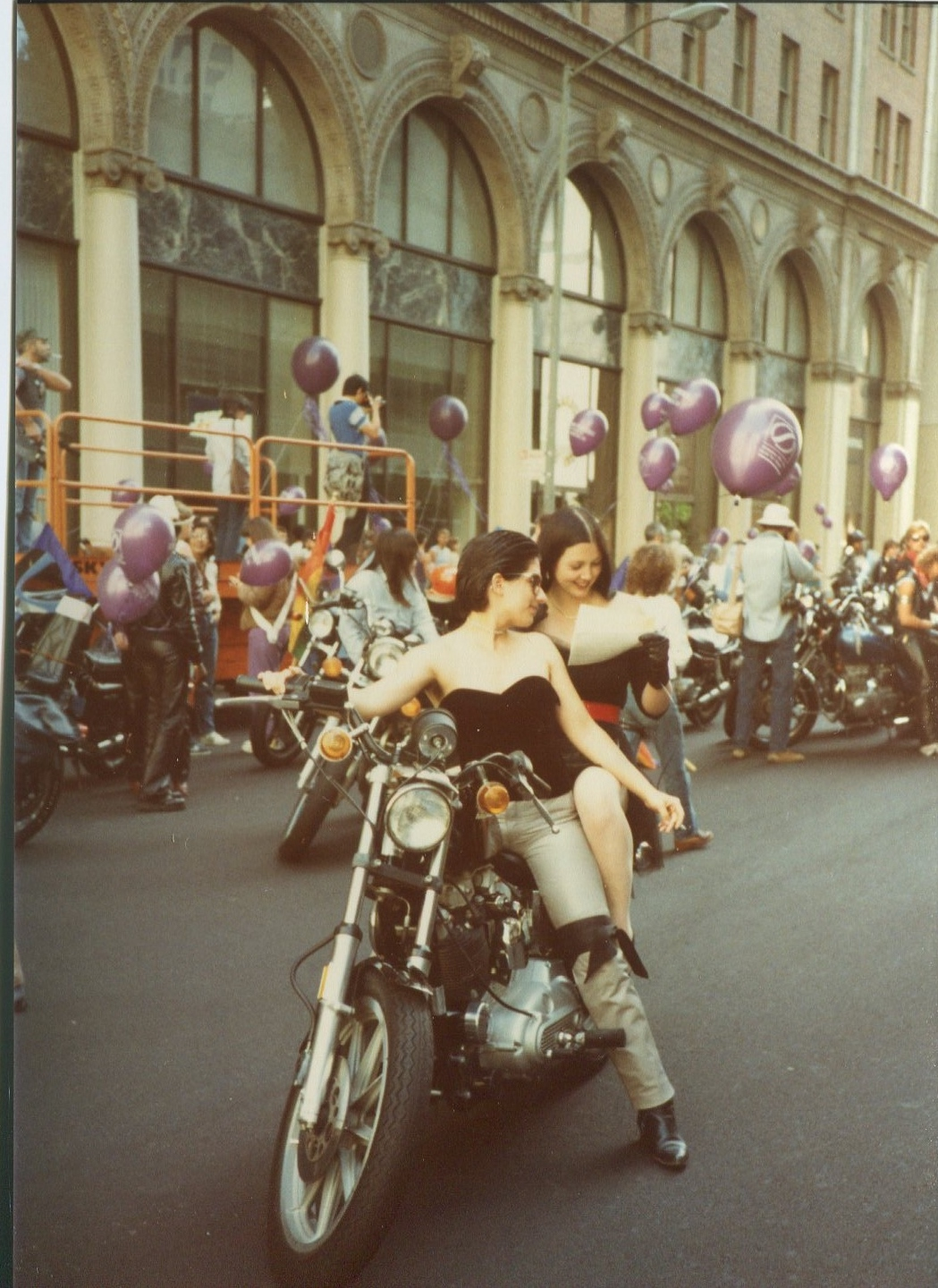
San Francisco Pride Parade im Jahr 1983

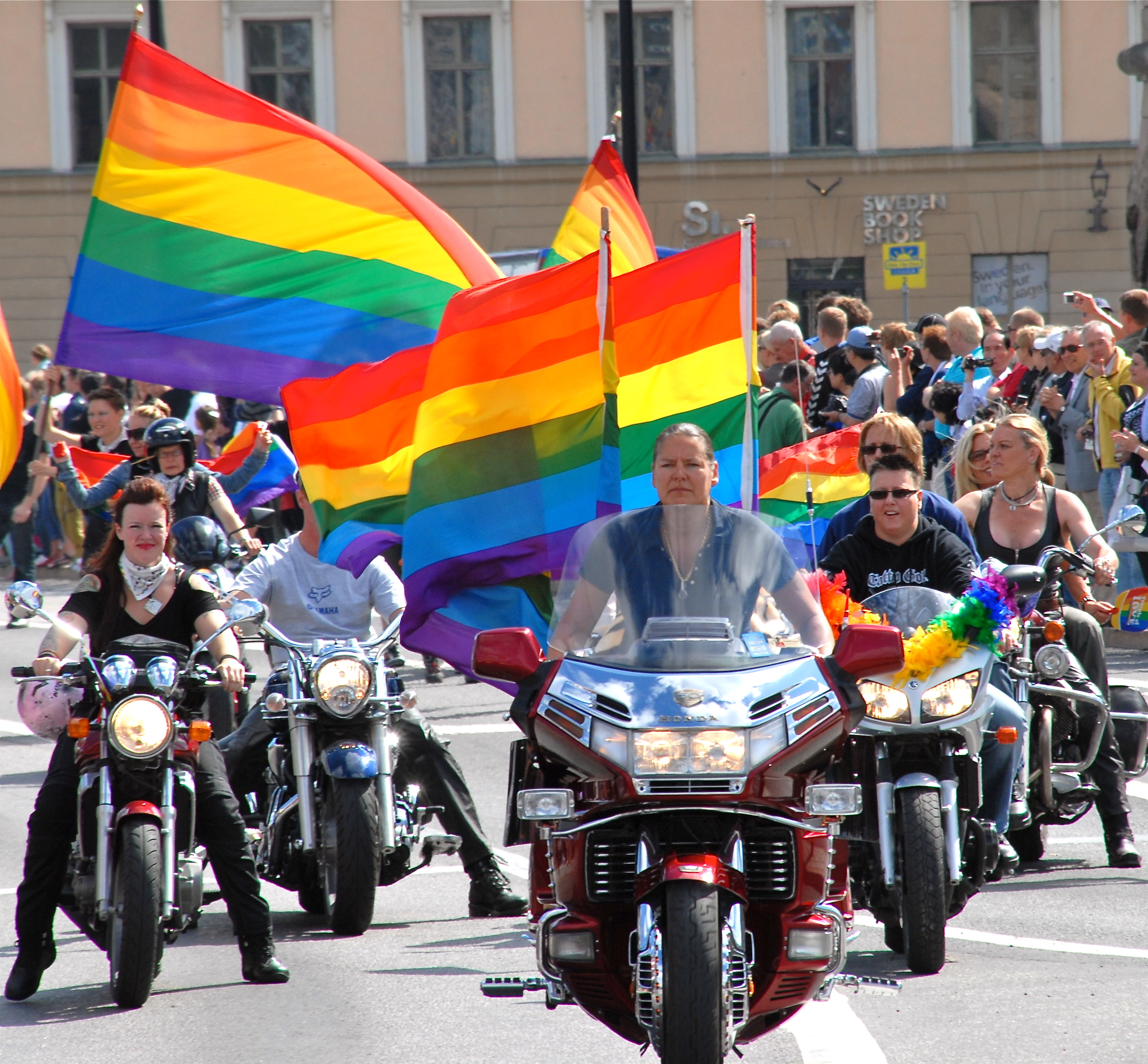
Dykes on Bikes führen den Stockholm Pride 2010 an.

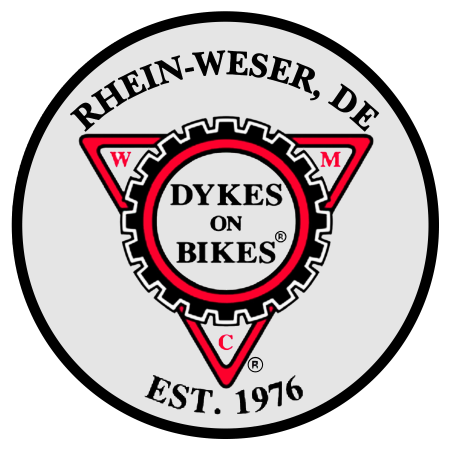
Dykes on Bikes® Rhein-Weser, Germany WMC

Dykes on Bikes (englisch: Lesben auf Motorrädern, abgekürzt DoB) ist eine Vereinigung lesbischer Motorradfahrerinnen. Die Vereinigung wurde 1976 in San Francisco informell gegründet, Ende der 1980er Jahre formell organisiert und im Jahr 2006 als Trademark registriert. Im Jahr 2018 gab es in den USA, Australien und Europa 16 als Chapter bezeichnete Ortsgruppen der Dykes on Bikes. Die Bikerinnen fahren traditionell an der Spitze von Pride-Paraden und begleiten auch andere LBGT-Veranstaltungen. Neben der politischen Arbeit stehen die Begeisterung für das Motorrad, Freizeitgestaltung und Kontaktpflege im Fokus der Motorradclubs. In Deutschland gibt es seit 2010 einen Club in Hamburg und seit 2021 das in Deutschland erste und bisher einzige offiziell von dem Mutterchapter San Francisco Dykes on Bikes Women's Motorcycle Contingent gelistete Chapter Dykes on Bikes Rhein-Weser, Germany WMC.

## Wortbedeutung
Die englische Bezeichnung Dyke entstand als homophobe und frauenfeindliche Verunglimpfung eines burschikosen oder androgynen Frauentyps. Während der abwertende Gebrauch des Wortes immer noch existiert, wurde der Begriff im Rahmen der Pride-Bewegung als positiver Ausdruck, der Durchsetzungsvermögen und Härte impliziert oder einfach als neutrales Synonym für Lesbe wieder angeeignet.

## Geschichte
Im Jahr 1976 begleitete eine Gruppe von Motorradfahrerinnen erstmals die San Francisco Pride Parade, die seit dem Jahr 1970 stattfindet. Einzelne Bikerinnen hatten schon frühere Paraden begleitet, nun erfolgte aber erstmals eine Teilnahme als Gruppe. Die Fahrerinnen wurde aus logistischen Gründen an der Spitze der Parade platziert, damit die Motorräder nicht innerhalb der langsameren Fußgruppen fahren mussten. Die Äußerung einer Fahrerin, es handele sich um „Dykes on Bikes“, wurde von der wichtigsten Zeitung der Stadt, dem San Francisco Chronicle, aufgegriffen. Daraus entwickelte sich die bis heute gängige Bezeichnung der Gruppe.
Eine wichtige Rolle bei der Etablierung der Dykes on Bikes wird der Queer-Aktivistin Soni Wolf, einer Motorradenthusiastin und Veteranin der US Air Force (* September 1948; † 25. April 2018) zugeschrieben, die selbst ab dem Jahr 1978 als Fahrerin teilnahm. Die Idee, durch eine beeindruckende Motorradgruppe „loud and proud“ den Stolz auf die eigene sexuelle Orientierung zu demonstrieren begründete eine Tradition mit wachsendem Erfolg. Die Dykes on Bikes wurden schließlich zu einem der bekanntesten Symbole der LGBT-Bewegung. In manchen Paraden fahren bis zu 400 Dykes on Bikes mit.
Mitte bis Ende der 1980er Jahre wurde aus der informellen Gruppe das formal organisierte Women’s Motorcycle Contingent. Diese Bezeichnung sollte neben Lesben auch andere queere Frauen einbeziehen. Umgangssprachlich blieb die Bezeichnung Dykes on Bikes jedoch erhalten.

### Markenrecht
Im Jahr 2003 erfuhr Soni Wolf vom Versuch einer Bekleidungsfirma, die Marke Dykes on Bikes für deren Geschäft schützen zu lassen. Dies hätte im Erfolgsfall die öffentliche Nutzung der Bezeichnung durch die Motorradgruppen verhindern können. Ein erster Versuch, die Bezeichnung selbst als US-amerikanische Trademark registrieren zu lassen, scheiterte 2004 beim United States Patent and Trademark Office wegen der ursprünglich abwertend konnotierten Bezeichnung Dyke. Erst im Jahr 2006 gelang die Registrierung, nach dem die Gruppe aufwändig den Nachweis über den szenespezifischen Bedeutungswandel des Begriffs erbracht hatte.

## Weltweite Bedeutung
Seit der Gründung im Jahr 1976 haben Dykes on Bikes weltweit an zahlreichen Demonstrationszügen, Pride-Paraden, Gay Games und anderen LBGT-Veranstaltungen teilgenommen. So waren sie beispielsweise bei Paraden in Melbourne, Paris, London, Tokio, Toronto, Vancouver, Sydney, Zürich, Tel Aviv, Wien, Köln oder Griechenland zu sehen.
In Deutschland besteht seit dem 2. August 2010 eine Gruppierung in Hamburg, die jedoch nicht dem offiziellen Dykes on Bikes angehören. 2018 wurden die Hamburgerinnen für ihr Engagement mit dem Hamburg Pride Award ausgezeichnet.
Seit 2019 existieren die Dykes on Bikes Rhein-Weser, Germany WMC. Diese sind seit 2021 ein eingetragener Verein. Seit Mai 2021 sind die Dykes on Bikes Rhein-Weser, Germany WMC das in Deutschland erste und bisher einzige offiziell von dem Mutterchapter San Francisco Dykes on Bikes Women's Motorcycle Contingent gelistete Chapter. Dykes on Bikes Rhein-Weser, Germany WMC trägt das offizielle Rückenpatch in Form eines roten Dreiecks (Zeichen der Weiblichkeit) und einem Motorradreifens.
Anderen kursierenden Rückenpatches sind nicht vom Mutterchapter anerkannt und somit keine offiziellen Chapter. 
Die Bike Woman of the Year ist eine Auszeichnung, die jährlich von der Fachmedienmarke bike und business verliehen wird. Die Preisverleihung findet im Rahmen der Messe Motorräder in Dortmund statt und würdigt Frauen, die sich im Bereich des Motorradsports, der Motorradbranche oder der Motorradkultur engagieren.
Im Jahr 2024 fand die siebte Ausgabe der Preisverleihung statt. Die Finalistinnen wurden von einer Jury ausgewählt und am 1. März während der Messe in Dortmund auf einer Showbühne öffentlich ausgezeichnet.
Im Rahmen der Veranstaltung wurde außerdem ein Sonderpreis für Diversity und Inklusion vergeben. Dieser ging an die Organisation Dykes on Bikes® Rhein-Weser, Germany WMC, die sich für Vielfalt und Gleichberechtigung in der Motorradszene einsetzt.
Die Auszeichnung soll Frauen in der Motorradszene sichtbar machen und deren Engagement würdigen.
Auch in Österreich gibt es eine lokale Gruppierung, die in Wien bei der Gay-Parade mitfährt.

## Popkultur
Mitglieder des San Francisco-Chapters wirkten 2014 in einer Folge der US-Serie Sense8 in einem Dyke-March mit.
Eine andere Gruppe hatte einen Auftritt in dem 2018 veröffentlichten Film The Mule. Dort wurde eine Begegnung der Dykes on Bikes mit dem von Clint Eastwood gespielten Protagonisten dargestellt.